# Malbec
Malbec é um tipo de uva francesa e principal variedade da região de Cahors, também presente em Bordeaux. Encontrou condições excelentes na Argentina, onde produz vinhos frutados, muito macios, de bom corpo, cor escura e tânicos, para serem consumidos ainda jovens. Também é muito usado em bordeaux para fazer corte. Malbec é utilizado amplamente por vinícolas argentinas, sendo esta produção equivalente a 59% do plantio mundial.